# Кобозєв Іван Олексійович
Іван Олексійович Кобозєв (1879, Сімферополь — 1956, Одеса) — одеський лікар-офтальмолог, професор, праведник народів світу.

## Біографія
Іван Олексійович Кобозєв народився в сім'ї інженера-шляховика Олексія Івановича Кобозєва. Онук керченського купця I гільдії і рибопромисловців Івана Степановича Кобозєва, внучатий племінник Н. С. Кобозєва, засновника і першого міського голови м. Бердянська.
Брат Володимир був відомим в Криму фахівцем з демографії та медичної статистикою, брав участь в організації переписів Криму 1926 і 1936 років; був одружений з Вірою Абрамівною Двойченко, сестрою героя Першої світової війни Володимира Двойченка. Сестра Олександра була одружена з Антоном Андрійовичем Дзевановским, приятелем Дмитра Ульянова.
Закінчив медичний факультет Таврійського університету. Був учнем і колегою В. П. Філатова.
Під час окупації Одеси німецько-румунськими військами, сім'я професора Кобозєва приховувала сина відомого одеського адвоката і героя Першої світової війни єврейського походження Якова Борисовича Бродського, письменника Михайла Бродського. 16 жовтня 1941 р Михайло, разом з матір'ю, Ольгою Яківною Баранівської, були заарештовані румунськими військами в числі інших жителів міста, які підозрювалися в єврейському походженні. Завдяки старанням дружини професора Кобозєва, незабаром вони були звільнені з в'язниці. Були зроблені безуспішні спроби довести російське православне походження матері Михайла. Мати Михайла залишила сина, з метою безпеки, в квартирі кобозева, а незабаром прийшла звістка про її смерть. З тих пір він протягом двох років проживав в родині Кобозєва. За спогадами Михайла, Кобозєви хрестили його в кладбіщінской церкви Одеси і змінили йому прізвище на Барацкій.
25 квітня 2010 року Івана Олексійович Кобозев був посмертно удостоєний почесного звання «Праведник народів світу».
І. О. Кобозєв був головним лікарем 3-ї міської лікарні м. Одеса і під час війни ховав у лікарні поранених червоноармійців, за що був нагороджений орденом Червоної зірки.